# Station Vitry-le-François
Station Vitry-le-François is een spoorwegstation in de Franse gemeente Vitry-le-François.